# Distretto di Kui Buri
Il distretto di Kui Buri (in thailandese: กุยบุรี) è un distretto (amphoe) della Thailandia, situato nella provincia di Prachuap Khiri Khan.